# Nun komm, der Heiden Heiland (BWV 62)
Pour les articles homonymes, voir Nun komm, der Heiden Heiland.
Nun komm, der Heiden Heiland (Viens maintenant, Sauveur des païens) BWV 62, est une cantate de Johann Sebastian Bach composée à Leipzig en 1724.

## Historique
Bach composa cette cantate durant sa deuxième année à Leipzig et la dirigea le 3 décembre 1724 à l'occasion du premier dimanche de l'Avent qui tombait ce jour cette année-là. Pour cette destination liturgique, deux autres cantates ont franchi le seuil de la postérité : les BWV 36 et 61. Les lectures prescrites pour le dimanche étaient Rom. 13:11–14 (« la nuit avance, le jour viendra ») et Mat. 21:1–9 (l'entrée à Jérusalem). La cantate est fondée sur le choral en huit strophes « Nun komm, der Heiden Heiland » de Martin Luther, (publié à Erfurt en 1524, lui-même fondé sur le  second vers du « Veni, redemptor gentium » de saint Ambroise), le premier de chaque hymne luthérien pour commencer l'année liturgique. Le poète inconnu a gardé les premières et dernière strophes, paraphrasé les deuxième et troisième strophes en arias, les quatrième et cinquième strophes en récitatifs et les deux strophes restantes en une aria et un récitatif en duet.
Bach joua de nouveau la cantate en 1736, peut-être le 1er décembre, ayant ajouté une partie pour violone dans tous les mouvements après que la Thomasschule a acquis un instrument à une vente aux enchères en 1735. Johann Friedrich Doles, le successeur de Bach joua la cantate après la mort du compositeur.

## Structure et instrumentation
La cantate est écrite pour quatre voix solistes (soprano, alto, ténor, basse), chœur mixte, deux hautbois, deux violons, alto et basse continue.  
Il y a six mouvements :
1. chœur : « Nun komm, der Heiden Heiland »
2. aria (ténor) : « Bewundert, o Menschen, dies große Geheimnis »
3. récitatif (basse) : « So geht aus Gottes Herrlichkeit und Thron »
4. aria (basse) : « Streite, siege, starker Held »
5. récitatif (soprano, contralto) : « Wir ehren diese Herrlichkeit »
6. choral : « Lob sei Gott dem Vater ton »

## Musique
L'ancienne mélodie du choral est en quatre lignes, la dernière égale à la première. La ritournelle instrumentale du chœur d'ouverture cite déjà cette ligne, d'abord dans le continuo puis, sensiblement différente dans le mètre, dans les hautbois,. Indépendamment de ces citations, l'orchestre joue un libre concerto avec les hautbois, introduisant un thème tandis que le premier violon joue des figurations. La ritournelle apparaît abrégée trois fois pour séparer les lignes du texte. Le soprano chante le cantus firmus en longues notes, tandis que les voix plus basses introduisent chaque entrée en imitation. Alfred Dürr suggère que la disposition festive en une mesure à 6/4 a été inspirée à Bach par l'entrée à Jérusalem. Christoph Wolff souligne que l'instrumentation est simple car l'Advent était une « période d'abstinence ». La musique religieuse n'était autorisée à Leipzig que le premier dimanche d'Avent. John Eliot Gardiner observe à propos des trois cantates composées à cette occasion, celle-ci ainsi que « Nun komm, der Heiden Heiland », BWV 61, et « Schwingt freudig euch empor », BWV 36, qui toutes sont fondées sur l'hymne de Luther, qu'elles « montrent une certaine excitation à l'aube de la saison de l'Avent. Cela peut être attribué aux qualités inhérentes à l'air du choral lui-même et à la place centrale que Bach donne aux paroles de Luther ».
La première aria traite du mystère « le Roi Suprême apparaît au monde, ... la pureté sera totalement immaculée » sur un rythme de sicilienne avec accompagnement de cordes, doublées par les hautbois dans les sections tutti. La deuxième aria en revanche, met l'accent sur le combat, « Lutte, conquiert, puissant héros ! », en une tumultueuse ligne de continuo. Dans une version plus tardive, l'aria est doublée par les cordes plus aigües. Gardiner considère son « caractère pompeux et combattif » comme une ébauche pour l'aria « Großer Herr und starker König » de la première partie de l'Oratorio de Noël. Le récitatif en duo exprime des remerciements (« Nous honorons cette Gloire »), intimement accompagnés par les cordes. La strophe finale est une disposition en quatre parties.

## Source
- (it) Cet article est partiellement ou en totalité issu de l’article de Wikipédia en italien intitulé « Nun komm, der Heiden Heiland BWV 62 » (voir la liste des auteurs).